# ふたご座スクランブル
『ふたご座スクランブル』(ふたござスクランブル)は、堺紀世による日本の漫画作品。原作は岸本けいこ。
『なかよしデラックス』（講談社）にて1985年に連載された。

## 書誌情報
- ふたご座スクランブル 発売日： 1985年11月1日[1] ISBN 978-4-0617-8519-9